# Phillip Island (Norfolk)
Phillip Island – mała niezamieszkana wyspa, położona ok. 6 km na południe od wybrzeży wyspy Norfolk w południowo-zachodniej części Oceanu Spokojnego. Wyspa została nazwana w 1788 przez Philipa Gidleya Kinga na cześć pierwszego gubernatora Nowej Południowej Walii Arthura Phillipa. Wyspa Phillip jest częścią australijskiego terytorium Norfolk i wchodzi w skład obszaru chronionego Norfolk Island National Park. Powierzchnia Phillip Island wynosi 190 hektarów, rozciąga się na długości ok. 2,1 km ze wschodu na zachód i ok. 1,95 km z północy na południe, z najwyższym punktem, Jacky Jacky, wznoszącym się na 280 m n.p.m.